# Johann Friedrich Pfaff
Johann Friedrich Pfaff (talora scritto Friederich) (Stoccarda, 22 dicembre 1765 – Halle, 21 aprile 1825) è stato un matematico tedesco, noto per i suoi studi sulle equazioni alle derivate parziali del primo ordine (ora chiamati sistemi pfaffiani) che sono entrati a far parte della teoria delle forme differenziali e per essere stato supervisore formale di Carl Friedrich Gauss.
Pfaff è stato allievo di Abraham Kaestner e può considerarsi il precursore della scuola tedesca di matematica, che con Gauss e i suoi successori ha determinato in gran parte le linee secondo le quali la matematica si è sviluppata nel corso del XIX secolo.
Pfaff ha conosciuto bene Gauss, in particolare a Helmstedt nel 1798. Tra i suoi ultimi allievi va ricordato August Ferdinand Möbius.

## Opere

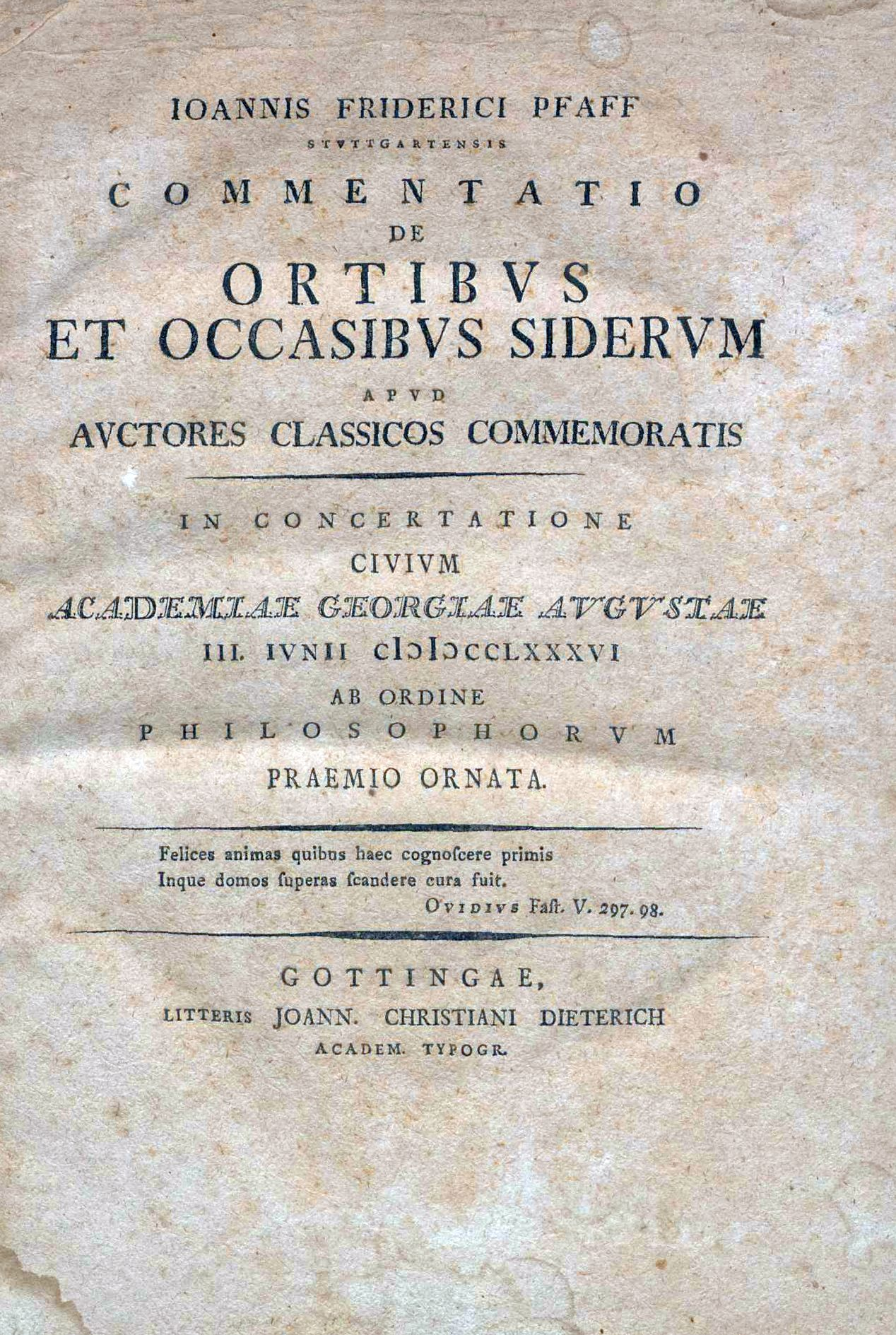
Commentatio de ortibus et occasibus siderum apud auctores classicos commemoratis, 1786

- (LA) Commentatio de ortibus et occasibus siderum apud auctores classicos commemoratis, Göttingen, Johann Christian Dieterich, 1786.